# Sony Xperia XA2 Ultra
Sony Xperia XA2 Ultra смартфон із серії Sony Xperia. Був анонсований у січні 2018 року на виставці CES 2018 разом із ще двома апаратами з цієї лінійки: Sony Xperia XA2 та Sony Xperia L2. 

## Характеристики смартфону

### Зовнішній вигляд
Незважаючи на значне збільшення розмірів смартфону, зовнішній вигляд Sony Xperia XA2 Ultra лишається відповідним до фірмового стилю Sony — корпус прямокутний з гострими кутами. Рамки зверху та знизу лишилися досить великими, бокові ж рамки майже відсутні. 
Пластикова задня кришка телефону має матову поверхню, передня частина повністю покрита склом Gorilla Glass 4, грані - металеві.
У дизайні Sony Xperia XA2 Ultra відбулися незначні зміни — сканер відбитків пальців перенесено на задню панель, кнопка включення знов має форму як в старих моделях.
Розміри смартфону — 163 x 80×9,5 мм. Вага — 221 грам.
Дана модель виконана в 4 кольорах: синій, чорний, сріблястий, золотавий.

### Апаратне забезпечення
Смартфон працює на базі 8-ядерного процесора Qualcomm Snapdragon 630, із тактовою частотою 2,2 ГГц (архітектура ARMv7), графічний процесор — Adreno 508.
Оперативна пам'ять — 4 Гб і вбудована пам'ять — 32 Гб або 64 Гб, має окремий слот для карти пам'яті до 256 Гб.
Екран телефону має діагональ 6 дюймів, роздільна здатність 1920 x 1080 (Full HD), зі щільністю пікселів 367 ppi, співвідношення сторін 16:9 із широким діапазоном регулювання яскравості.
Основна камера - 23 мегапікселі (f/2.0), має функцію LED спалаху, автофокус та режим панорами. Відео знімає в форматі 2160p при 30 кадрах на секунду із стерео звуком. Подвійна фронтальна камера зі спалахом - 16 та 8 мегапікселі, знімає відео 1080p, 30 кадрів на секунду.
Дані передаються бездротовими модулями Wi-Fi (802.11 a/b/g/n, Wi-Fi Direct, точка доступу), Bluetooth 5.0, A2DP, aptX HD, LE і NFC. Вбудована антена стандарту GPS, GLONASS. Телефон та має USB Type-C та FM-радіо.
Весь апарат працює від незмінного Li-ion акумулятора місткістю 3580 мА/г із функцією швидкого заряджання.

### Програмне забезпечення
Смартфон Sony Xperia XA2 Ultra постачається із встановленою Android 8.0 Oreo та фірмовою графічною оболонкою від Sony.